# Mã Thiết
Mã Thiết (chữ Hán: 馬鐵, bính âm: Ma Tie; ?-212) là nhân vật lịch sử người Tây Lương trong thời kỳ Tam Quốc của lịch sử Trung Quốc. Mã Thiết là con trai của Mã Đằng và là em trai của Mã Siêu. Mã Thiết cùng Mã Hưu theo cha về Hứa Đô để cư trú. Năm 211, Mã Siêu liên kết với các thế lực quân phiệt ở Tây Lương gây ra trận Đồng Quan (211), sau khi Mã Siêu thất bại, Tào Tháo đã giết cả nhà Mã Siêu tại Hứa Đô trong đó có cả Mã Đằng, Mã Hưu và Mã Thiết. Trong Tam Quốc diễn nghĩa, Mã Thiết theo cha và Mã Hưu, Mã Đại vào kinh đô, sau khi âm mưu của Mã Đằng bị lộ, Mã Đằng, Mã Hưu và Mã Thiết đều bị giết, Mã Thiết bị Hứa Chử giết, chỉ có Mã Đại chạy thoát về Tây Lương báo tin xấu cho Mã Siêu.